# 戴維達斯·蓋柳斯
戴維達斯·蓋柳斯（1988年4月26日—），立陶宛籃球運動員，現在效力於立陶宛球隊BC尼普頓，在場上的位置是小前鋒和得分後衛。他也代表立陶宛國家籃球隊參賽。